# Botanical Gazette, a Journal of the Progress of British Botany and the Contemporary Literature of the Science
Botanical Gazette, a Journal of the Progress of British Botany and the Contemporary Literature of the Science (abreviado Bot. Gaz. (London)) fue una revista con ilustraciones y descripciones botánicas que fue publicada en Londres desde 1849 hasta 1851.